# Pardosa vancouveri
Pardosa vancouveri är en spindelart som beskrevs av James Henry Emerton 1917. Pardosa vancouveri ingår i släktet Pardosa och familjen vargspindlar. Inga underarter finns listade i Catalogue of Life.